# Wierchowskij Pogost
Wierchowskij Pogost (ros. Верховский Погост) – wieś w Rosji, w rejonie tarnoskim obwodu wołogodzkiego. W 2010 r. liczyła 52 mieszkańców.